# Brachygastra augusti
Brachygastra augusti är en getingart som först beskrevs av Henri Saussure 1854.  Brachygastra augusti ingår i släktet Brachygastra och familjen getingar. Inga underarter finns listade.